# 28 janvier en sport
28 décembre 28 février
Chronologies thématiques
- Croisades
- Ferroviaires
- Disney

Le 28 janvier (28e jour de l'année) en sport.

## Événements

### XIXesiècle
- 1862 :
  - (Boxe) : Jem Mace défend avec succès son titre de champion britannique contre Tom King, gagnant au quarante-troisième rounds[1].
- 1882 :
  - (Rugby à XV) : les confrontations entre l'Irlande et le pays de Galles débutent sur le plan international avec un match disputé à Lansdowne Road à Dublin avec la première victoire galloise 2 à 0 (4 essais et 2 transformations)[2] en match international[3].

### XXesièclede1901à1950
- 1938 :
  - (Sport automobile) : le pilote automobile allemand Rudolf Caracciola établit deux records de vitesse terrestre dans la classe B (5 litres à 8 litres). Le premier pour le kilomètre lancé à 432,692 km/h, le second pour le mile lancé à 432,361 km/h. Les records restent invaincus en 2025.

### XXesièclede1951à2000
- 1973 :
  - (Sport automobile / Formule 1) : Grand Prix automobile d'Argentine.
- 1977 :
  - (Sport automobile / Rallye automobile) : arrivée du Rallye de Monte-Carlo.
- 1978 :
  - (Football) : création de l'Union caribéenne de football, une association regroupant les fédérations nationales des Caraïbes.
  - (Sport automobile / Rallye automobile) : arrivée du Rallye de Monte-Carlo.
- 1996 :
  - (Athlétisme) : Emma George porte le record du monde du saut à la perche féminin à 4,41 mètres.
- 1998 :
  - (Équipement sportif) : inauguration du Stade de France à Saint-Denis (match de football : France 1-0 Espagne).

### XXIesiècle
- 2001 :
  - (Football américain / Super Bowl) : les Ravens de Baltimore remportent à Tampa le Super Bowl XXXV cloturant la saison 2000 face aux Giants de New York sur le score de 34-7. Il s'agit de la première de cette équipe lors du Super Bowl.
  - (Tennis / Open d'Australie) : l'Américain Andre Agassi décroche son troisième titre en Australie après sa victoire 6-4, 6-2, 6-2 en finale du simple messieurs contre le Français Arnaud Clément.
- 2005 :
  - (Patinage artistique / Championnats d'Europe) : à Turin, en Italie, les Russes Tatiana Navka et Roman Kostomarov s'imposent lors de l'épreuve de danse sur glace devant les Ukrainiens Olena Hrushyna et Ruslan Honcharov et les Français Isabelle Delobel et  Olivier Schoenfelder.
- 2006 :
  - (Saut à ski / Coupe du monde) : le Finlandais Matti Hautamäki s'impose sur le tremplin de Zakopane, en Pologne, lors de la 14e épreuves de la saison. Il devance ses compatriotes Tami Kiuru et Janne Ahonen.
  - (Ski alpin / Coupe du monde) : à Garmisch-Partenkirchen, en Allemagne, l'Autrichien Hermann Maier décroche sa troisième victoire de la saison sur la descente en devançant ses compatriotes Klaus Kröll et Andreas Buder. Du côté de la compétition féminine qui se tient à Cortina d'Ampezzo, en Italie, l'Autrichienne Renate Götschl s'impose sur le slalom pour la première fois de la saison. L'Américaine Julia Mancuso et l'Autrichienne Elisabeth Görgl complètent le podium.
  - (Tennis / Open d'Australie) : la Française Amélie Mauresmo remporte les Internationaux d'Australie face à la Belge Justine Henin-Hardenne 6-1 2-0 (ab.) et décroche ainsi son premier titre du Grand Chelem.
- 2007 :
  - (Cyclisme / Championnats du monde de cyclo-cross) : le Belge Erwin Vervecken remporte les Championnats du monde pour la deuxième fois consécutive en devançant l'Américain Jonathan Page et l'Italien Enrico Franzoi. Chez les femmes, victoire de la Française Maryline Salvetat devant l'Américaine Katherine Compton et sa compatriote Laurence Leboucher.
  - (Sport automobile / Endurance) : l'ancien pilote de Formule 1 Juan Pablo Montoya, associé à Scott Pruett et Salvador Durán, au volant de la Riley-Lexus de l’écurie Ganassi, remporte la célèbre course d’endurance des 24 Heures de Daytona, sur l’ovale de Floride.
  - (Tennis / Open d'Australie) : Roger Federer remporte l'Open d'Australie en battant en finale le Chilien Fernando González en 2 h 20 min sur le score de 7-6,6-4, 6-4, conquérant ainsi son dixième titre du Grand Chelem et son troisième en Australie.
- 2009 :
  - (Hockey sur glace / Ligue des champions) : le club suisse du ZSC Lions remporte la première édition de la Ligue des champions en s'imposant 5-0 en finale retour contre les russes du Metallourg Magnitogorsk. Le match aller, disputé une semaine plus tôt, s'était conclu par un match nul.
- 2011 :
  - (Handball / Championnat du monde masculin) : en demi-finale du Championnat du monde organisée en Suède, la France s'impose 29-26 face au pays hôte tandis que le Danemark dispose de l'équipe d'Espagne sur le score de 28-24.
  - (Patinage artistique / Championnats d'Europe) : le duo français composée de Nathalie Péchalat et de Fabian Bourzat remporte l'épreuve de danse sur glace des Championnats d'Europe pour la première fois. Ils devancent les Russes Ekaterina Bobrova et Dmitri Soloviev et les Britanniques Sinead Kerr et John Kerr.
- 2016 :
  - (Patinage artistique / Championnats d'Europe) : à Bratislava en Slovaquie, le patineuse Espagnol Javier Fernández devient champion d'Europe en individuel pour la quatrième fois consécutive.
- 2018 :
  - (Handball / Championnat d'Europe masculin) : à l'Arena Zagreb, l'Espagne remporte pour la première fois le Championnat d'Europe après sa victoire 29-23 en finale contre la Suède. L'équipe de France complète le podium après avoir battue le Danemark en petite finale.
  - (Ski alpin / Coupe du monde) : à Garmisch-Partenkirchen, en Allemagne, l'Autrichien Marcel Hirscher remporte le géant devant son compatriote Manuel Feller et l'Américain Ted Ligety. Du côté de la compétition féminine, la Slovaque Petra Vlhová s'impose sur le slalom en devançant la Suédoise Frida Hansdotter et la Suisse Wendy Holdener.
- 2021 :
  - (Nautisme / Course au large) : Victoire du français Yannick Bestaven sur le Vendée Globe, Maître CoQ IV, qui franchit la ligne à 04h 19 gagne avec un temps de 80 j 03 h 44 min 46 s, après décompte du temps de bonification de 10h15 accordé par le jury à la suite de son détournement pour rechercher le naufragé Kevin Escoffier dans la nuit du 30 novembre 2020[4]. Charlie Dalin, arrivé la veille au soir se retrouve second. Louis Burton complète le podium. Jean Le Cam est le huitième skipper à franchir la ligne d’arrivée ce jeudi à 20h19 mais bénéficiant de 16h15 de compensation de la part du jury de course termine quatrième[5].
- 2024 :
  - (Handball / Championnat d'Europe masculin) : en finale de l'Euro disputé en Allemagne, la France s'impose après prolongation face au Danemark 33-31 et remporte son quatrième titre européen. La Suède complète le podium.
  - (Tennis / Open d'Australie) : lors de finale du simple messieurs de l'Open d'Australie, l'Italien Jannik Sinner, auteur d'une belle remontée, s'impose face au Russe Daniil Medvedev 3-6, 3-6, 6-4, 6-4, 6-3. Sur le double dames, la Belge Elise Mertens associée à la Taïwanaise Hsieh Su-wei s'imposent face à l'Ukrainienne Lyudmyla Kichenok et la Lettone Jeļena Ostapenko 6-1, 7-5.
- 2025 :
  - (Patinage artistique / Championnats d'Europe) : début de la 116e édition des Championnats d'Europe qui se déroule à la patinoire de Tondiraba à Tallinn, en Estonie.

## Naissances

### XIXesiècle
- 1873 :
  - Monty Noble, joueur de cricket australien. (42 sélections en test cricket). († 22 juin 1940).
- 1883 :
  - Maurice Brocco, cycliste sur route français. Vainqueur de Paris-Bruxelles 1910. († 26 juin 1965).
- 1888 :
  - Kaarlo Soinio, gymnaste et footballeur finlandais. Médaillé de bronze du concours par équipes aux Jeux de Londres 1908. (3 sélections en équipe de Finlande). († 24 octobre 1960).
- 1900 :
  - Anni Holdmann, athlète de sprint allemand. Médaillée de bronze du relais 4 × 100 m aux Jeux d'Amsterdam 1928. († 2 novembre 1960).

### XXesièclede1901à1950
- 1902 :
  - Lucienne Velu, athlète de lancer de disque et basketteuse française. († 12 juin 1998).
- 1903 :
  - Antonio Negrini, cycliste sur route italien. Vainqueur du Tour de Lombardie 1932. († 25 septembre 1994).
- 1904 :
  - Nick Wasnie, hockeyeur sur glace canadien. († 26 mai 1991).
- 1905 :
  - Fausto dos Santos, footballeur brésilien. (4 sélections en équipe du Brésil). († 28 mars 1939).
  - Peggy Saunders, joueuse de tennis britannique. († 19 juin 1941).
  - Marty Burke, hockeyeur sur glace canadien. († 7 mars 1968).
- 1907 :
  - Karol Kossok, footballeur puis entraîneur polonais. (5 sélections en équipe de Pologne). († 11 mars 1946).
- 1908 :
  - Erik Almgren, footballeur puis entraîneur suédois. (13 sélections en équipe de Suède). († 23 août 1989).
- 1909 :
  - Enrico Platé, pilote de courses automobile italien. († 2 février 1954).
- 1913 :
  - Robert Clark, athlète d'épreuves combinées américain. Médaillé d'argent du décathlon aux Jeux de Berlin 1936. († 13 mai 1976).
- 1914 :
  - Désiré Koranyi, footballeur puis entraîneur hongrois puis français. (5 sélections en équipe de France). († 9 janvier 1981).
- 1923 :
  - Richard Herrmann, footballeur allemand. Champion du monde de football 1954. (8 sélections en équipe d'Allemagne). († 27 juin 1962).
- 1934 :
  - Juan Manuel Bordeu, pilote de courses automobile argentin. († 24 novembre 1990).
- 1938 :
  - André Herrero, joueur de rugby à XV français. (22 sélections en équipe de France).
- 1943 :
  - Paul Henderson, hockeyeur sur glace canadien.
- 1944 :
  - Harald Grohs, pilote de courses automobile d'endurance allemand.
- 1948 :
  - Heinz Flohe, footballeur allemand. Champion du monde de football 1974. (39 sélections en équipe d'Allemagne). († 15 juin 2013).
  - Paul Ringer, joueur de rugby à XV gallois. Vainqueur du Tournoi des cinq nations 1979. (8 sélections en équipe du pays de Galles).

### XXesièclede1951à2000
- 1951 :
  - Christian Synaeghel, footballeur français. (5 sélections en équipe de France).
- 1954 :
  - Bruno Metsu, footballeur puis entraîneur français. Vainqueur de la Ligue des champions de l'AFC 2003. Sélectionneur de l'équipe de Guinée en 2000, de l'équipe du Sénégal de 2000 à 2002, de l'équipe des Émirats arabes unis de 2006 à 2008 et de l'équipe du Qatar de 2008 à 2011. († 14 octobre 2013).
- 1957 :
  - Mark Napier, hockeyeur sur glace puis entraîneur canadien.
  - Nick Price, golfeur zimbabwéen. Vainqueur des tournois de l'USPGA 1992 et 1994 puis du British Open 1994.
- 1960 :
  - Heinz Kinigadner, pilote de motocross autrichien. Champion du monde de motocross en 250 cm3 1984 et 1985.
- 1961 :
  - Normand Rochefort, hockeyeur sur glace canadien.
- 1962 :
  - Philippe Vercruysse, footballeur français. (12 sélections en équipe de France).
- 1965 :
  - Cort Wagner, pilote de course automobile américain.
- 1969 :
  - Giorgio Lamberti, nageur italien. Champion du monde de natation du 200 m nage libre 1991. Champion d'Europe de natation du 100 et 200 m nage libre puis du relais 4 × 200 m nage libre 1989.
- 1972 :
  - Mark Regan, joueur de rugby à XV anglais. Champion du monde de rugby à XV 2003. Vainqueur du Tournoi des Six Nations 2001 et du Grand Chelem 2003 ainsi que de la Coupe d'Europe de rugby à XV 1998. (47 sélections en Équipe d'Angleterre).
- 1974 :
  - Magglio Ordonez, joueur de baseball vénézuélien.
- 1975 :
  - Anne Montminy, plongeuse canadienne. Médaillée d'argent du synchronisé à 10 m et médaillée de bronze plongeon individuel à 10 m aux Plongeon aux Jeux olympiques d'été de 2000.
- 1976 :
  - Pierrick Bourgeat, skieur alpin français. Médaillé de bronze par équipe aux championnats du monde de ski alpin 2005.

- 1977 :

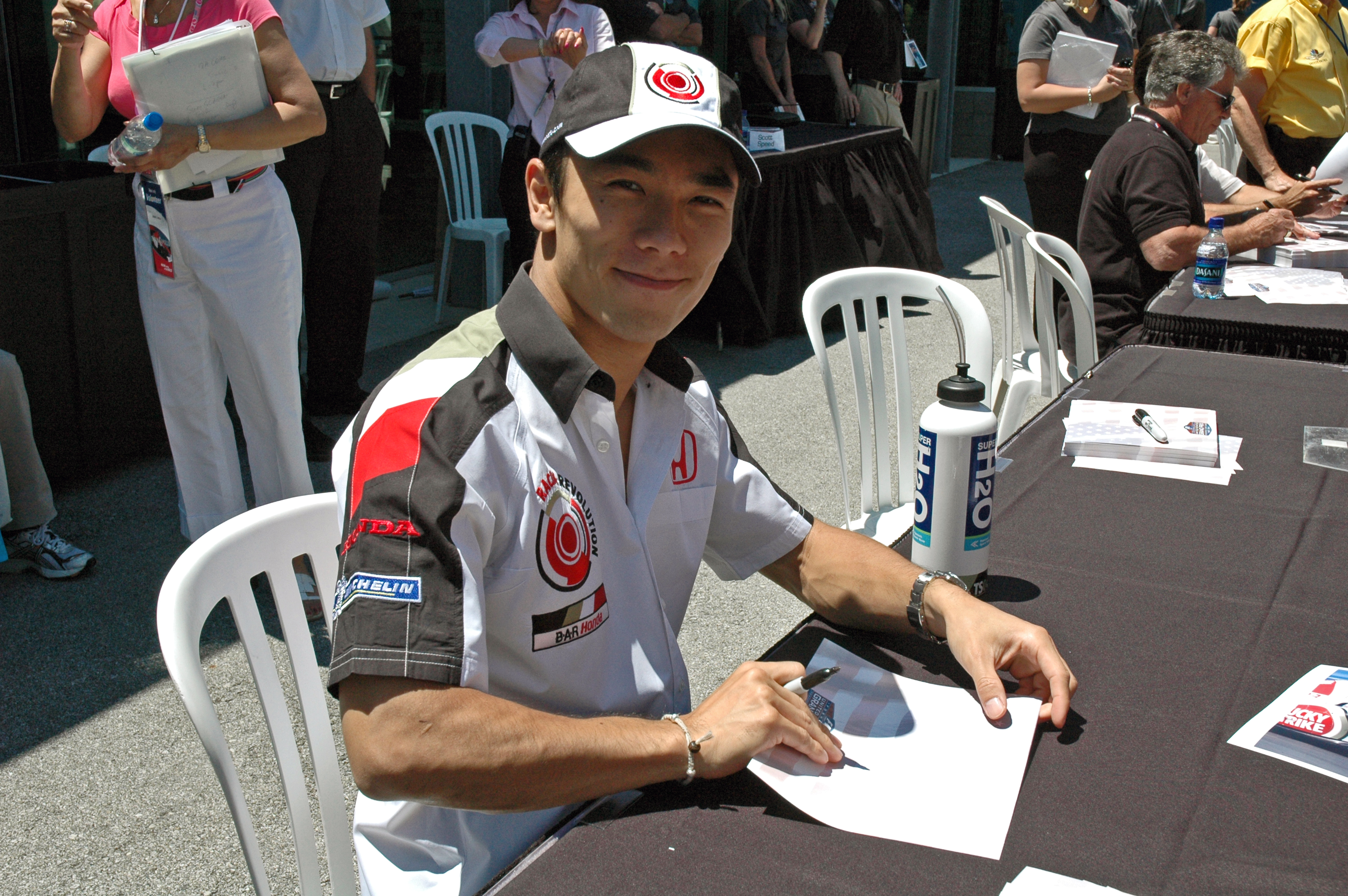
Takuma Satō.

  - Takuma Satō, pilote de F1 japonais.
- 1978 :
  - Megan Abubo, surfeuse américaine.
  - Gianluigi Buffon, footballeur italien. Champion du monde de football 2006. Vainqueur de la Coupe UEFA 1999. (176 sélections en Équipe d'Italie).
  - Jamie Carragher, footballeur anglais. Vainqueur de la Coupe de l'UEFA 2001 puis de la Ligue des champions 2005. (38 sélections en équipe d'Angleterre).
  - Papa Bouba Diop, 42 ans, footballeur sénégalais. Finaliste de la Coupe d'Afrique des nations de 2002. (62 sélections en équipe nationale). († 29 novembre 2020).
- 1980 :
  - Claude Marquis, basketteur français. (36 sélections en équipe de France). († 25 août 2024).
- 1981 :
  - Marque Perry, basketteur américain.
- 1982 :
  - Omar Cook, basketteur américain puis monténégrin. (5 sélections avec l'équipe de Monténégro).
  - Michaël Guigou, handballeur français. Triple champion olympique en 2008, 2012 et 2020, quadruple champion du monde en 2009, 2011, 2015 et 2017 et triple champion d'Europe en 2006, 2010 et 2014. Vainqueur des Ligues des champions 2003 et 2018. (307 sélections en équipe de France).
  - Gorgi Katcharava, joueur de rugby à XV géorgien. (7 sélections en équipe de Géorgie).
  - Sébastien Puygrenier, footballeur français.
  - Tamandani Wazayo Phillip Nsaliwa, footballeur malawite-canado-allemand. (13 sélections avec l'équipe du Canada).
- 1983 :
  - Alessandro Gazzi, footballeur italien.
  - Kimmo Yliriesto, sauteur à ski finlandais.
- 1984 :
  - Frédéric Beauregard, handballeur franco-congolais. (6 sélections avec l'équipe de république démocratique du Congo).
  - Xu Gang, cycliste sur route chinois.
  - Danny Gibson, basketteur américano-camerounais.
  - Andre Iguodala, basketteur américano-nigérian. Champion olympique aux Jeux de Londres 2012. Champion du monde de basket-ball masculin 2010. (13 sélections avec l'équipe des États-Unis).
  - Issam Jemâa, footballeur tunisien. (84 sélections en équipe de Tunisie).
- 1985 :
  - Wafa Ammouri, haltérophile marocain.
  - Daniel Carcillo, hockeyeur sur glace canadien.
  - Lauris Dārziņš, hockeyeur sur glace letton.
  - Colin Fraser, hockeyeur sur glace canadien.
  - Arnold Mvuemba, footballeur français.
  - Julien Ricaud, footballeur français.
  - Libby Trickett, nageuse australienne. Championne olympique du relais 4 × 100 m nage libre et médaillée de bronze du 50 m nage libre aux Jeux d'Athènes 2004 puis championne olympique du 100 m papillon et du relais 4 × 100 m 4 nages puis médaillée d'argent du 100 m nage libre et de bronze du relais 4 × 100 m nage libre aux Jeux de Pékin 2008. Championne du monde de natation du 50 m nage libre, des relais 4 × 100 m nage libre et 4 × 100 m 4 nages 2005 puis championne du monde de natation des 50 m et 100 m nage libre, du 100 m papillon ainsi que des relais 4 × 100 m nage libre et 4 × 100 m 4 nages 2007.
- 1986 :
  - Tadija Dragićević, basketteur serbe.
  - Jessica Ennis, athlète d'épreuves combinées anglaise. Championne olympique de l'heptathlon aux Jeux de Londres 2012 et médaillée d'argent aux Jeux de Rio 2016. Championne du monde d'athlétisme de l'heptathlon 2009 et 2015. Championne d'Europe d'athlétisme de l'heptathlon 2010.
  - Tom Milner Jr., pilote de courses automobile américain.
- 1987 :
  - Alexandria Anderson, athlète de sprint américaine. Championne du monde d'athlétisme du relais 4 × 100 m 2011.
- 1988 :
  - Housain Al-Mogahwi, footballeur saoudien. (12 sélections en équipe d'Arabie saoudite).
  - Adriano Malori, cycliste sur route italien.
- 1989 :
  - Élise Delzenne, cycliste sur route et sur piste puis consultante TV française.
- 1990 :
  - Elodie Guiglion, joueuse de rugby à XV et de rugby à VII française. (20 sélections avec l'Équipe de France de rugby à XV).
  - Karl-Johan Johnsson, footballeur suédois. (9 sélections en équipe de Suède).
- 1992 :
  - Oussama Haddadi, footballeur tunisien. (30 sélections en équipe de Tunisie).
- 1993 :
  - Alan Williams, basketteur américain.
- 1994 :
  - Joel Bolomboy, basketteur ukrainien.
  - Dorian Coninx, triathlète français. Médaillé de bronze en relais mixte aux Jeux de Tokyo 2020. Champion du monde de triathlon en relais mixte 2015, 2018 et 2020. Champion d'Europe de triathlon en relais mixte 2018.
  - Kenny Gaines, basketteur américain.
- 1996 :
  - Milan Gajić, footballeur serbe. (1 sélection en équipe de Serbie)
- 1998 :
  - Marie-Paule Foppossi, basketteuse française. (11 sélections en équipe de France).
  - Dani de Wit, footballeur néerlandais.
- 1999 :
  - Hiroki Abe, footballeur japonais. (3 sélections en équipe du Japon).
  - Kalidou Sidibé, footballeur franco-malien.
- 2000 :
  - Aaron Connolly, footballeur irlandais. (9 sélections en équipe de république d'Irlande).
  - Christian Früchtl, footballeur allemand.
  - Dušan Vlahović, footballeur serbe. (25 sélections en équipe de Serbie).

### XXIesiècle
- 2003 :
  - Samuel Edozie, footballeur anglo-nigérian.
- 2004 :
  - Ernest Poku, footballeur néerlandais.

## Décès

### XXesièclede1901à1950
- 1918 :
  - Eugène-Dominique de Dietrich, 73 ans, pilote de courses automobile, industriel et homme politique franco-allemand. (° 9 octobre 1844).
- 1937 :
  - Anastásios Metaxás, 74 ans, tireur grec. (° 27 février 1862).
- 1938 :
  - Jack Sharp, 59 ans, footballeur anglais. (2 sélections en équipe d'Angleterre). (° 15 février 1878).
- 1942 :
  - W. D. O. Greig, 90 ans, footballeur écossais. (° 30 octobre 1851).
- 1949 :
  - Jean-Pierre Wimille, 40 ans, pilote de course automobile français. Vainqueur des 24 Heures du Mans 1937 et 1939. (° 26 février 1908).

### XXesièclede1951à2000
- 1952 :
  - Thomas Hicks, 76 ans, athlète de fond américain. Champion olympique du marathon aux Jeux de Saint-Louis 1904. (° 11 janvier 1876).
- 1963 :
  - Gustave Garrigou, 78 ans, cycliste sur route français. Vainqueur du Tour de France 1911, du Tour de Lombardie 1907, de Paris-Bruxelles 1907 et Milan-San Remo 1911. (° 24 septembre 1884).
- 1980 :
  - Pat Griffith, 54 ans, pilote de course automobile d'endurance britannique. (° 26 avril 1925).
- 1985 :
  - Alfredo Foni, 74 ans, footballeur puis entraîneur et sélectionneur italien. Champion olympique aux Jeux de Berlin 1936. Champion du monde de football 1938. (23 sélections en équipe d'Italie). Sélectionneur de l'équipe d'Italie de 1954 à 1958 puis de l'équipe de Suisse de 1964 à 1967. (° 20 janvier 1911).
- 1999 :
  - Roger Le Nizerhy, 82 ans, cycliste sur piste et sur route français. Champion olympique de la poursuite par équipes aux Jeux de Berlin 1936. (° 3 décembre 1916).

### XXIesiècle
- 2001 :
  - Stephen Malcolm, 30 ans, footballeur jamaïcain. (° 2 mai 1970).
- 2002 :
  - Gustaaf Deloor, 88 ans, cycliste sur route belge. Vainqueur des Tours d'Espagne 1935 et 1936. (° 24 juin 1913).
- 2007 :
  - Carlo Clerici, 77 ans, cycliste sur route suisse. Vainqueur du Tour d'Italie 1954. (° 3 septembre 1929).
  - Yelena Romanova, 43 ans, athlète de fond et de demi-fond soviétique puis russe. Championne olympique du 3 000 m aux Jeux de Barcelone 1992. Champion d'Europe d'athlétisme du 10 000 m 1990. (° 20 mars 1963).
- 2008 :
  - Eleuterio Santos, 67 ans, footballeur espagnol. (1 sélection en équipe d'Espagne). (° 9 novembre 1940).
- 2009 :
  - Glenn Davis, 74 ans, athlète de haies et de sprint américain. Champion olympique du 400 m haies aux Jeux de Melbourne 1956 puis du 400 m haies et du relais 4 × 400 m aux Jeux de Rome 1960. Détenteur du Record du monde du 400 m haies du 29 juin 1956 au 14 septembre 1962. (° 12 septembre 1934).
- 2013 :
  - Ladislav Pavlovič, 86 ans, footballeur tchèque puis slovaque. (14 sélections avec l'Équipe de Tchécoslovaquie). (° 8 avril 1926).
- 2018 :
  - Jean Thomas, 88 ans, footballeur puis entraîneur français. (° 8 juin 1929).
- 2019 :
  - Otto Schubiger, 94 ans, joueur de hockey sur glace suisse. Médaillé de bronze lors du tournoi des Jeux olympiques de 1948. Médaillé de bronze lors des Championnats du monde en 1951 et 1953. (° 6 janvier 1925).
- 2020 :
  - Chris Doleman, 58 ans, joueur américain de football américain. (° 16 octobre 1961).
  - Léon Mokuna, 91 ans, footballeur puis entraîneur belge. (2 sélections en équipe nationale). (° 1er novembre 1928).
- 2021 :
  - Yvon Douis, 85 ans, footballeur français. (20 sélections en équipe nationale). (° 16 mai 1935).
  - Rafael Heredia, 83 ans, joueur de basket-ball mexicain. (° 19 février 1937).
  - Didier Pasgrimaud, 54 ans, coureur cycliste français. (° 23 février 1966).
- 2022 :
  - Hans-Peter Lanig, 86 ans, skieur alpin allemand.  Vice-champion olympique de descente lors des Jeux de 1960. (° 7 décembre 1935).
  - Guy Laporte, 69 ans, joueur de rugby à XV français. Vainqueur du Tournoi des Cinq Nations en 1981 et en 1986. Finaliste de la Coupe du monde de 1987. (16 sélections en équipe nationale). (° 15 décembre 1952).
- 2023 :
  - Krister Kristensson, 80 ans, footballeur puis entraîneur suédois. (38 sélections en équipe nationale). (° 25 juillet 1942).
- 2024 :
  - Luis Tejada, 41 ans, footballeur panaméen. (108 sélections en équipe nationale). (° 28 mars 1982).
- 2025 :
  - Miranda Cicognani, 88 ans, gymnaste italienne. (° 12 septembre 1936).
  - Arnaldo Gruarin, 86 ans, joueur de rugby à XV français. (26 sélections en équipe nationale). (° 5 février 1938).
  - Galina Minaicheva, 95 ans, gymnaste soviétique. Championne olympique du concours général par équipes, médaillée d'argent des exercices d'ensemble avec agrès portatifs par équipes et médaillée de bronze du saut de cheval lors des Jeux d'été de 1952. Championne du monde du concours général par équipes en 1954. (° 29 décembre 1929).